# Escut d'Àustria
L'escut d'Àustria, si bé sense les cadenes trencades, fou adoptat per la República d'Àustria el 8 de maig de 1919. Entre 1934 i l'annexió a l'Alemanya nazi el 1938 Àustria va usar un escut diferent, amb una àguila bicèfala. Amb la instauració de la Segona República el 1945 es va tornar a l'escut original, tot i que afegint-hi les cadenes trencades per simbolitzar l'alliberament d'Àustria.

## Blasonament
L'escut federal d'Àustria (en alemany Bundeswappen Österreichs) és de gules, amb una faixa d'argent, en forma d'escussó carregat sobre el pit d'una àguila d'ales esteses de sable, coronada amb una corona mural on es veuen tres merlets d'or, becada també d'or, linguada de gules, armada d'or, amb l'urpa de la destra aferrant una falç i la de la sinistra un martell, ambdós d'or, i totes dues urpes lligades a una cadena trencada d'argent.

Escut d'Àustria (versió detallada)

N'hi ha dues versions: una en què, d'acord amb la Constitució federal, l'àguila és tota negra, i una altra de més artística, en què es representen amb tot detall les plomes de l'àguila. Tant l'una com l'altra són d'ús habitual.

## Història
L'escut al pit de l'àguila, de gules amb la faixa d'argent, són les armes històriques d'Àustria des de l'edat mitjana, originàries de la casa de Babenberg. L'àguila –també tradicional, si bé a l'època de l'Imperi Austríac era bicèfala a les armories de la Casa d'Habsburg– representa la sobirania austríaca.

Reconstrucció del Turm-Wappen de la República d'Àustria Alemanya (1918)

Els símbols introduïts el 1919 són represos de la proposta del canceller Karl Renner de 1918, l'anomenat Turm-Wappen ('escut de la torre'), on una torre de sable simbolitzava la burgesia, dos martells de gules passats en sautor al·ludien als treballadors i unes espigues de blat d'or hi eren per la pagesia. Aquest escut, que va tenir moltes crítiques pel seu poc fonament heràldic (s'assemblava a un logotip comercial), fou bandejat i en el nou escut amb l'àguila i les armes històriques els mateixos símbols de les diverses classes socials que formaven el poble austríac foren representats de manera diferent (la classe mitjana amb una corona mural, la pagesia amb una falç i la classe treballadora amb un martell). Finalment, el 1945 s'hi va afegir una cadena trencada en memòria de l'alliberament de la dictadura nacionalsocialista.
D'una banda, el nou escut era un símbol cívic, republicà; alhora, però, es tractava d'una versió modificada de les armes tradicionals dels Habsburg. La versió actual sovint és considerada una reminiscència de l'àguila bicèfala de l'Imperi Austrohongarès a la qual s'ha escapçat el cap oriental, és a dir, el territori d'Hongria. L'addenda 202 a la Llei sobre l'escut i el segell estatals de la República d'Àustria Alemanya diu expressament que la "nova" àguila d'un sol cap no està basada en l'àguila bicèfala (símbol dels Habsburg des de 1804 i, prèviament, del Sacre Imperi Romanogermànic), sinó en el "símbol de les legions de la República Romana", l'aquila. Els diversos estats federals austríacs, tanmateix, sí que han conservat les tradicions heràldiques prerepublicanes, amb molts elements medievals, corones ducals i arxiducals, cascs de cavallers, etc.

## Escuts usats anteriorment

Armes d'Adalbert de Babenberg, marcgravi d'Àustria, de sable amb cinc àguiles d'or (1018-1055)
Armes de Leopold de Babenberg, duc d'Àustria, de gules amb la faixa d'argent (1177-1194)
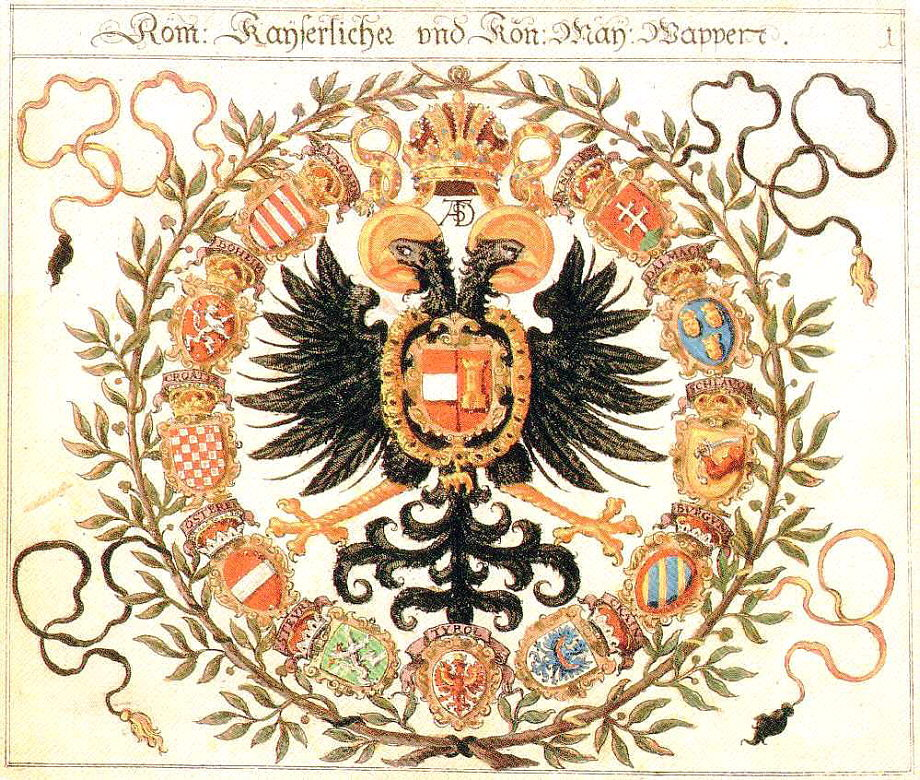
Armes de la dinastia dels Habsburg del Sacre Imperi Romanogermànic, amb l'àguila bicèfala, en un armorial de 1605
Armes dels Habsburg-Lorena de l'Imperi Austríac (1815-1867)
Escut de l'Imperi Austrohongarès, amb les armes dels Habsburg-Lorena (1867-1915)
Escut de l'Imperi Austrohongarès, amb les armes d'Àustria i Hongria per separat (1915-1918)
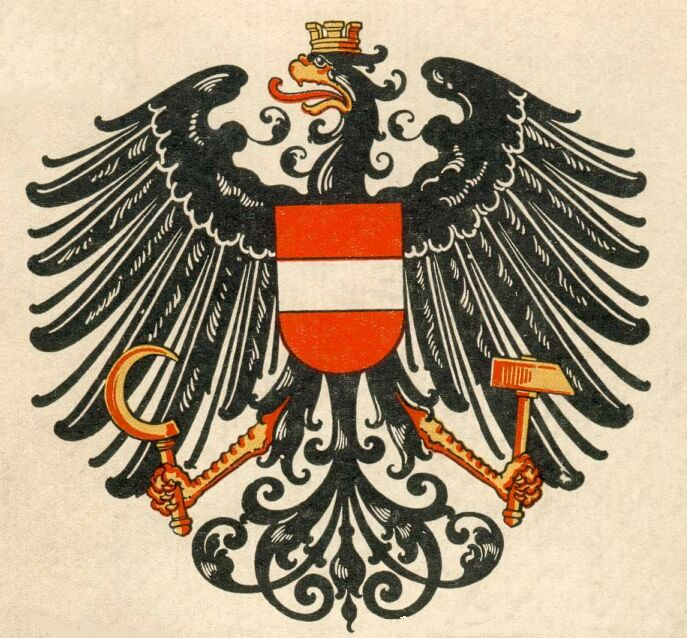
Escut de la Primera República d'Àustria, amb un escut com l'actual però sense les cadenes trencades (1919-1934)
Escut de l'Estat Federal d'Àustria, amb l'àguila bicèfala (1934-1938)